# Wangyu
Wangyu (kinesiska: 望鱼乡, 望鱼) är en socken i Kina. Den ligger i provinsen Sichuan, i den sydvästra delen av landet, omkring 140 kilometer sydväst om provinshuvudstaden Chengdu. Antalet invånare är 5 552. Befolkningen består av 2 660 kvinnor och 2 892 män. Barn under 15 år utgör 16,0 %, vuxna 15-64 år 68 %, och äldre över 65 år 15,0 %.
Genomsnittlig årsnederbörd är 1 606 millimeter. Den regnigaste månaden är juli, med i genomsnitt 392 mm nederbörd, och den torraste är januari, med 12 mm nederbörd.